# Friedrich Kittler
Friedrich A. Kittler (12. června 1943 – 18. října 2011) byl německý literární vědec a teoretik médií. Jeho práce se zabývala médii, technologií a vojenstvím. Je důležitý zejména svým přístupem k teorii nových médií a připisováním autonomie médiím, čímž se stavil do opozice k McLuhanovým tvrzením o tom, že média jsou extenzemi lidského těla. Jeho teorie se odklání od Frankfurtské školy, namísto toho čerpá z práce Martina Heideggera, Jacquese Lacana, Michela Foucalta nebo George Wilhelma Friedricha Hegela a dalších.

## Biografie
Friedrich Adolf Kittler se narodil roku 1943 v Rochlitzu v Sasku. Jeho rodina odtamtud musela v roce 1958 uprchnout to Západního Německa, kde studoval na gymnáziu do roku 1963. Poté studoval germanistiku, románskou filologii a filosofii na Freiburské univerzitě (Německo).
V roce 1976 získal doktorát a v roce 1984 habilitaci na poli moderní germanistické literární historie. Byl několikanásobným hostujícím profesorem na univerzitách jako Kalifornská univerzita v Berkeley, Stanfordova univerzita nebo univerzita Santa Barbara.
Od roku 1986 do roku 1990 vedl projekt Literature and Media Analysis v Kasselu. Byl také zvolen jako předseda mediální estetiky a historie na Humboldtově univerzitě v Berlíně. V roce 1996 byl uznán jako významný učenec na Yaleově univerzitě a jako významný hostující profesor na Kolumbijské univerzitě.

## Práce
Friedrich Kittler byl významný v novém přístupu k teorii médií, která získala oblibu v 80. letech, jménem nová média (německy technische Medien, což se volně překládá jako technická média). Kittler vidí média jako autonomní a nesouhlasí s McLuhanovým chápáním médii jako extenzí člověka.
Kittler také kritizoval Shannonův model komunikace Tvrdil, že je lepší sledovat komunikaci jak se skutečně vyvíjí a jak komunikační technologie postupovaly. Snahy o historicizování evoluce komunikace jsou podle něj problematické, jednak tento vývoj není dobře zdokumentován a jednak existuje metodologický problém ve snaze definovat komunikaci ve vztahu ke konkrétnímu místu či časovému úseku. Zjednodušeně řečeno Kittler rozděluje historii komunikačních technologií na éru psaní a éru technických médií. 

## Publikace
- 2013: Die Flaschenpost an die Zukunft.
- 2013: Philosophien der Literatur
- 2013: Die Wahrheit der technischen Welt
- 2011: Das Nahen der Götter vorbereiten
- 2009: Musik und Mathematik. Band 1: Hellas, Teil 2: Eros.
- 2006: Musik und Mathematik. Band 1: Hellas, Teil 1: Aphrodite
- 2004: Unsterbliche. Nachrufe, Erinnerungen, Geistergespräche
- 2002: Zwischen Rauschen und Offenbarung. Zur Kultur- und Mediengeschichte der Stimme (jako vydavatel)
- 2002: Optische Medien. ISBN 3-88396-183-3
- 2001: Vom Griechenland. ISBN 3-88396-173-6
- 2000: Nietzsche – Politik des Eigennamens: wie man abschafft, wovon man spricht (spolu s Jacques Derrida)
- 2000: Eine Kulturgeschichte der Kulturwissenschaft.
- 1999: Hebbels Einbildungskraft – die dunkle Natur.
- 1998: Zur Theoriegeschichte von Information Warfare
- 1998: Hardware das unbekannte Wesen
- 1997: Literature, Media, Information Systems: Essays (publikováno Johnem Johnstonem)
- 1993: Draculas Vermächtnis: Technische Schriften. SBN 3-379-01476-1
- 1991: Dichter – Mutter – Kind
- 1990: Die Nacht der Substanz
- 1986: Grammophon Film Typewriter. ISBN 3-922660-17-7
- 1985: Aufschreibesysteme 1800/1900. ISBN 3-7705-2881-6
- 1979: Dichtung als Sozialisationsspiel
- 1977: Der Traum und die Rede